# Birger Persson

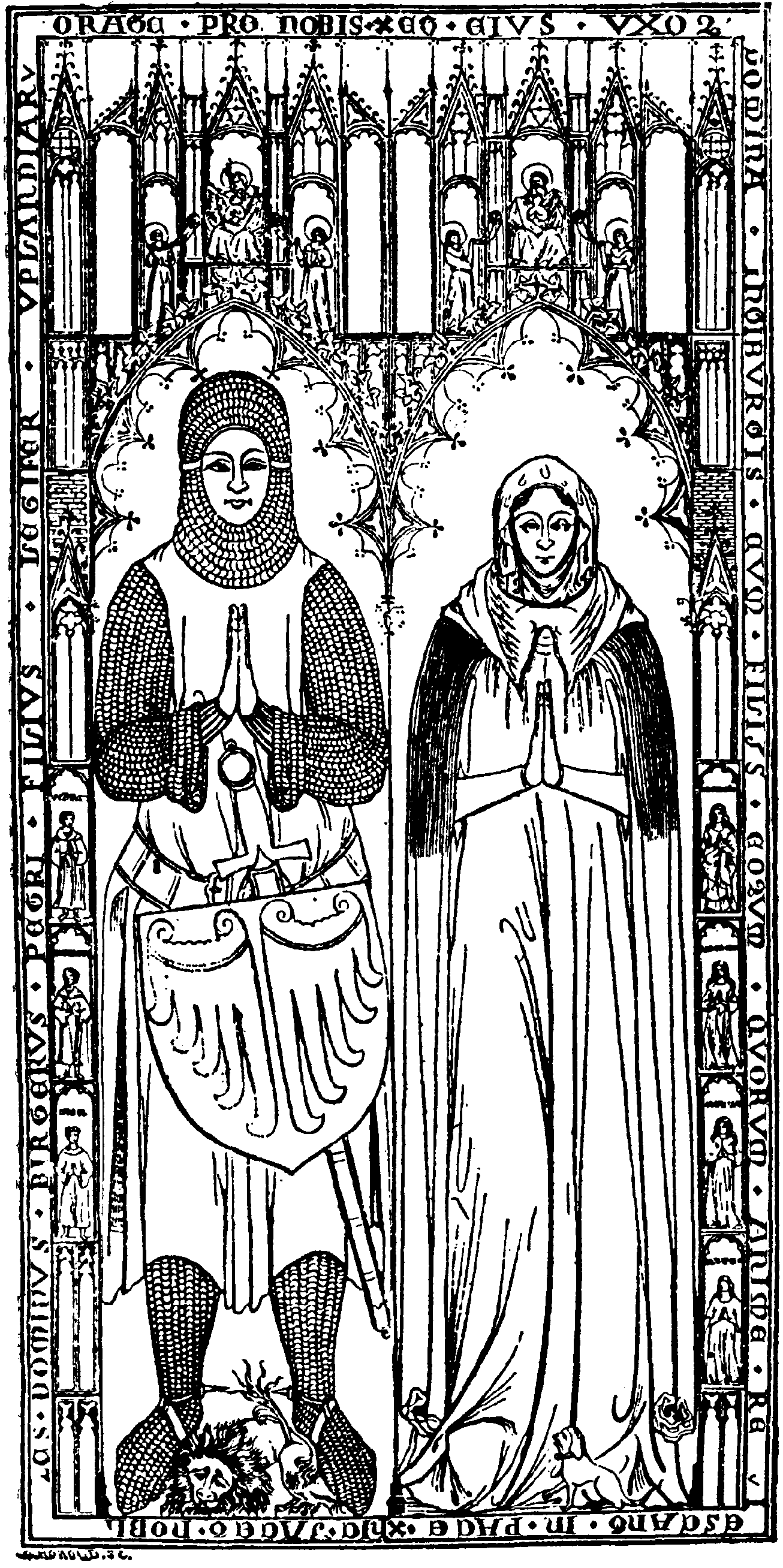
Birger Persson wraz z żoną Ingeborgą Bengtsdotter – w otoczeniu swoich dzieci, trzech synów i czterech córek. Pierwsza córka od dołu to św. Brygida. Nagrobek z katedry w Uppsali

Birger Persson (lub Petersson), pan na Finsta (zm. 1327) – szwedzki możnowładca, rycerz, członek rady królewskiej (szw. riksrådet), lagman Upplandu, ojciec św. Brygidy Szwedzkiej.
Pochodził z rodu Finstaätten. Prawdopodobnie syn Pettera Israelssona Starszego (szw. Petter Israelsson den äldre) (wzmiankowanego w latach 1269–1274, wzmiankowanego jako już zmarły w 1280).
Z pierwszego małżeństwa, z Kristiną Johansdotter z rodu Elofssönernas ätt (zm. 1293), nie miał dzieci.
Drugie małżeństwo zawarł z Ingeborgą Bengtsdotter (zm. 1314) z rodu Folkungów (szw. Folkungaättens lagmansgren). Dorosłości dożyło troje dzieci z tego małżeństwa: Israel Birgersson (zm. 1351) (rycerz, członek rady królewskiej i lagman Upplandu), Katarina Birgersdotter i Birgitta Birgersdotter (św. Brygida Szwedzka).
W 1295 wspomniany jako lagman Tiundalandu (był ostatnim lagmanem Tiundalandu, po wejściu w życie Upplandslagen kraina ta weszła w skład Upplandu). Wspólnie z Andersem Andem stał na czele komisji, która opracowała zbiór praw (szw. Upplandslagen) dla nowo utworzonej krainy Uppland (w jej skład weszły krainy Tiundaland, Attundaland i Fjärdhundraland). Po wejściu w życie Upplandslagen na przełomie 1296 i 1297 został pierwszym lagmanem Upplandu. Był nim do swej śmierci z przerwą w latach 1316–1318. Używał łacińskiego tytułu legifer Uplandiarum.
W walkach pomiędzy królem Birgerem I Magnussonem a jego braćmi Erykiem i Waldemarem był początkowo wierny królowi, nie jest jasne czy brał wtedy udział w walkach, a po śmierci Torgilsa Knutssona w 1306 roku stanął po stronie Eryka i Waldemara.
1321-1322 odbył pielgrzymkę do Awinionu i Santiago de Compostela.
W chwili śmierci był jednym z najbogatszych możnowładców Szwecji.
Wraz z drugą żoną Ingeborgą pochowany jest w katedrze w Uppsali, ich nagrobek wykonany w Tournai jest jednym z najstarszych w katedrze.